# Josh Gottheimer
Joshua S. Gottheimer dit Josh Gottheimer, né le 8 mars 1975 à North Caldwell, est un homme politique américain membre du Parti démocrate. Il est élu pour le New Jersey à la Chambre des représentants des États-Unis lors des élections de 2016.

## Biographie

### Jeunesse et carrière professionnelle

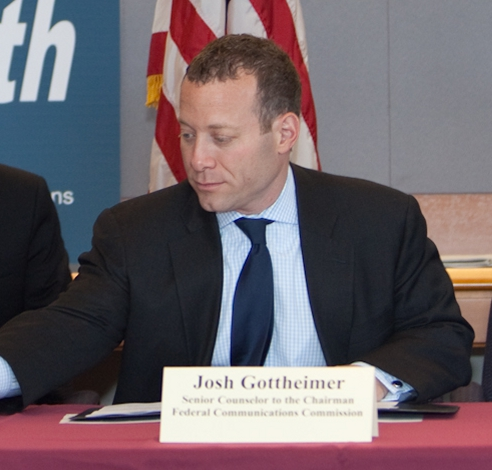
Josh Gottheimer à la FCC en 2012.

Josh Gottheimer est originaire de North Caldwell dans le nord du New Jersey. Il grandit dans une famille juive modeste. En 1997, il est diplômé d'un baccalauréat universitaire en lettres de l'université de Pennsylvanie.
À la fin des années 1990, il est rédacteur de discours pour Bill Clinton. Il travaille ensuite pour Ford, Burson-Marsteller puis la Commission fédérale des communications (FCC), où il est conseiller auprès du président de la FCC de 2010 à 2012.
Après avoir travaillé pour les campagnes de présidentielles de Wesley Clark et John Kerry en 2004, Josh Gottheimer se lance officiellement en politique en 2015 et quitte alors son poste de stratégiste à Microsoft.

### Représentant des États-Unis
En 2016, Josh Gottheimer se présente ainsi à la Chambre des représentants des États-Unis dans le 5e district du New Jersey. Il affronte le républicain sortant Scott Garrett. Le district compte plus d'électeurs républicains que démocrates mais Garrett est considéré l'un des représentants les plus vulnérables du pays. Durant la campagne, Gottheimer critique le sortant pour ses « positions d'extrême droite », notamment sur les droits des homosexuels. De son côté, Garrett décrit Gottheimer comme trop libéral pour le district. Josh Gottheimer réussit à lever presque deux fois plus de fonds que le sortant. La campagne est particulièrement négative, des flyers antisémites sont même distribués dépeignant Gottheimer avec des cornes de diable. Alors que le district vote de justesse en faveur du républicain Donald Trump à l'élection présidentielle, Josh Gottheimer est élu représentant avec 51 % des voix contre 47 % pour Scott Garrett.
En 2018, profitant de l'impopularité de Donald Trump et de sa réputation de modéré, il est facilement réélu face au républicain John McCann, rassemblant plus de 56 % des voix.
En vue des élections de 2020, Josh Gottheimer est attaqué sur la gauche par Arati Kreibich, conseillère municipale de Glen Rock. Si Arati Kreibich reçoit quelques soutiens importants (Bernie Sanders, Ayanna Pressley), le représentant sortant est soutenu par l'establishment démocrate et lève des fonds bien plus importants. Josh Gottheimer remporte la primaire démocrate de juillet 2020 avec plus de 70 % des suffrages. En novembre, il est réélu face à l'homme d'affaires républicain Frank Pallotta avec un peu plus de 53 % des voix.
Il est réélu lors des élections de 2022, de nouveau contre le républicain Frank Pallotta. Quelques jours après sa réélection pour un sixième mandat lors des élections de 2024, il annonce sa candidature au poste de gouverneur du New Jersey pour l'élection de 2025 devant désigner le successeur du démocrate Phil Murphy.

## Positions politiques
Lors de sa campagne de 2016, Josh Gottheimer se dit « fiscalement conservateur et socialement progressiste ».
Au Congrès, il est considéré comme l'un des démocrates les plus conservateurs de la Chambre des représentants. Selon le site GovTrack, il est le démocrate le plus conservateur de la Chambre et même plus conservateur que 32 élus républicains ; cette analyse se base toutefois uniquement sur les propositions de lois déposées ou cosignées et non sur l'ensemble des votes.